# László Kiss (homme politique)
Pour les articles homonymes, voir László Kiss.
Dans le nom hongrois Kiss László, le nom de famille précède le prénom, mais cet article utilise l’ordre habituel en français László Kiss, où le prénom précède le nom.
 (novembre 2017).
Si vous disposez d'ouvrages ou d'articles de référence ou si vous connaissez des sites web de qualité traitant du thème abordé ici, merci de compléter l'article en donnant les références utiles à sa vérifiabilité et en les liant à la section « Notes et références ».
László Kiss, né le 2 juillet 1979 à Kaposvár, est une personnalité politique hongroise, député à l'Assemblée hongroise (dixième circonscription de Budapest), membre du groupe MSzP.